# Automechanica
De studierichting automechanica is een studierichting die in het Vlaamse secundair onderwijs al lang bestaat. De richting start in de derde graad (het 5e jaar) en is een uitsplitsing van de richting mechanica binnen het studiegebied "mechanica en elektriciteit" van het TSO (Technisch secundair onderwijs). De meeste leerlingen hebben dus al een stevige basis mechanica achter de rug, voor ze hier leren auto’s te repareren. Het is een finaliteitsrichting met een behoorlijk pakket praktijkvakken en stages, zodat de leerlingen bij het afstuderen meteen aan de slag kunnen. Enkelen studeren nog verder en starten dan meestal in een aanverwante (professionele) bachelor.
De studierichting wordt ingericht in Antwerpen, Gent, Sint-Agatha Berchem, Mechelen, Brugge en Oostende.
Studenten "automechanica" zijn in de eerste plaats technici.